# ناو کلاس پنسیلوانیا
کروزر کلاس پنسیلوانیا (به انگلیسی: Pennsylvania-class cruiser) یک کلاس از کشتی است که طول آن ۵۰۴ فوت (۱۵۳٫۶ متر) می‌باشد.